# 長岡尚彦
長岡 尚彦（ながおか なおひこ、1968年11月28日 - ）は、日本の俳優、元・アイドルである。大阪府八尾市出身。本名同じ。太田プロダクション所属。
アイドルグループ「幕末塾」にてデビューし、尚舞の芸名で活動する。解散後は現芸名にて俳優として活動中。

## 出演

### 映画
- 押忍!!空手部（1990年3月17日）
- 私を抱いてそしてキスして（1992年11月14日）
- ラストソング（1994年2月5日）
- 極道の妻たち 死んで貰います！（1999年11月27日、東映ビデオ）

### テレビドラマ
- 逢いたい時にあなたはいない…
- 俺たちルーキーコップ「大逆転」（1992年）
- 名奉行 遠山の金さん 第5シリーズ 第2話「お婆ちゃんは見た」（1993年、テレビ朝日/東映） - とびっちょの銀次 役
- 走れ公務員!
- 横溝正史シリーズ5・犬神家の一族 - 犬神佐智 役
- スタアの恋
- 結婚できない男
- 愛という名のもとに
- らせん
- 行きずりの街
- ルージュ
- 刑事の妻
- 刑事貴族2 第5話「顔のない目撃者」 - 三好 役
- 金曜エンタテイメント「音の犯罪捜査官・響奈津子3」（1999年） - 長浜健次 役
- 月曜ミステリー劇場
  - 西村京太郎サスペンス・十津川警部シリーズ
    - 26 特急おおぞら殺人事件（2002年9月30日） - 服部明（府中刑務所の元服役囚）役
    - 36 河津・天城連続殺人事件（2006年1月9日） - 井上（静岡県警・河津警察署）役
- 土曜ワイド劇場
  - 「運命の銃口」（1992年）
  - 森村誠一・森村誠一の終着駅シリーズ19 「死者の配達人」（2006年3月25日） - 田沢実（今枝機械製作所・元従業員）役
  - 西村京太郎トラベルミステリー
- 相棒 season 9 第8話「ボーダーライン」（2010年12月15日、テレビ朝日/東映） - 鈴村淳（隅川区福祉事務所・職員）役

### オリジナルビデオ
- 仁義
  - 序章 - 黒川組組長・アキラ 役
  - 2 - 黒川組・アキラ 役
  - 38 野望の凶弾 - 名取 役